# Вдохновляющее порно
Вдохновляющее порно (англ. Inspiration porn) — термин, обозначающий изображение людей с ограниченными возможностями (или в других необычных жизненных обстоятельствах) как вдохновляющих прочих людей своими жизненными обстоятельствами.
Термин использует аналогию с порнографией, поскольку предполагает объективацию людей с ограниченными возможностями ради блага или удовлетворения всех остальных. Вдохновляющее порно можно рассматривать как форму эйблизма. Примером вдохновляющего порно может быть фотография ребёнка с ограниченными возможностями, участвующего в обычном занятии, с подписями, ориентированными на трудоспособных людей, такими как «ваше оправдание не считается», «прежде чем бросить, попробуй» или «они не дали инвалидности остановить себя».

## Источник
Термин был придуман в 2012 году активисткой по защите прав инвалидов Стеллой Янг в редакционной статье веб-журнала Ramp Up Австралийской радиовещательной корпорации и дополнительно раскрыт в её выступлении на TEDx. О своем решении о выборе термина для явления Янг заявила: «Я использую термин „порно“ намеренно, потому что одна группа людей объективируется в пользу другой группы людей». Она отвергла идею, согласно которой обычная деятельность людей с ограниченными возможностями должна считаться экстраординарной исключительно из-за наличия инвалидности.

## Критика
Вдохновляющее порно критикуется из-за описания людей с ограниченными возможностями как «других», изображения самой инвалидности как бремени (вместо акцента на социальных препятствиях, с которыми сталкиваются люди с ограниченными возможностями), дегуманизации людей с ограниченными возможностями, сводящей их роль к вдохновению других и из-за использования их как примеры исключительности. Вдохновляющее порно само по себе укрепляет стереотипы, которые общество создало людям с ограниченными возможностями: что они «неспособны» и «менее компетентны», чем те, у кого нет инвалидности. После просмотра рекламы 2016 года под названием «Мы сверхлюди» с летних Паралимпийских игр в Рио-де-Жанейро, в которой были показаны различные люди с ограниченными возможностями, занимающиеся легкой атлетикой, музыкой, домашним хозяйством и прочими делами на фоне повторяющегося сообщения «Да, я могу», группа зрителей с ограниченными возможностями отмечала, что людей с ограниченными возможностями обычно эксплуатируют ради удовольствия и комфорта людей, не являющихся инвалидами.
В 2014 году актриса с ограниченными возможностями Амелия Кавалло описала изображения вдохновляющего порно как «визуализацию людей с ограниченными возможностями, преодолевающих кажущиеся сломанными и некачественными тела, сенсорные и когнитивные способности», чтобы заставить «неинвалидизированную публику чувствовать себя хорошо по поводу своих целых, работоспособных тел, чувств и когниции». Разновидности вдохновляющего порно подвергают людей остракизму и сводят их идентичность к одной лишь инвалидности. Сосредоточение внимания лишь на нарративе, в рамках которого люди с ограниченными возможностями всегда вдохновляют, способствует отсутствию точного понимания идентичности инвалидов и широко распространенному и нереалистичному ожиданию героизма, которому люди с ограниченными возможностями должны соответствовать.

## В популярной культуре
Телесериал 2016 года «Просто нет слов» исследовал эту концепцию в эпизоде, где вдохновляющее порно объясняется как «изображение людей с ограниченными возможностями как одномерных святых, которые существуют только для того, чтобы согревать сердца и раскрывать умы трудоспособных людей».
В фильме 2017 года «Чудо» главного героя Огги, ребёнка с инвалидностью, переводят в государственную школу. Фильм демонстрирует, как Огги «действовал как единоличная кампания по борьбе с издевательствами, обучая своих одноклассников, членов семьи и зрителей принятию» на протяжении всего периода обучения. Тема фильма в сочетании с тем, сыгравший главного героя актёр сам не является инвалидом, привели к обвинениям в том, что такие фильмы, как «Чудо», делают инвалидность ценной только при удовлетворении эмоциональных потребностей и условий других сообществ.
Хотя этот термин был придуман недавно, у вдохновляющего порно есть многовековая история в популярной культуре. По словам автора Николь Маркотич, в «Рождественской песне» Чарльза Диккенса (1843) персонаж Тайни Тим используется, чтобы проиллюстрировать, как «инвалидность — сама по себе — превращает обычных людей в благородных и достойных людей».
Хилари Хьюз из Entertainment Weekly раскритиковала саундтрек фильма «Мьюзик» 2021 года, назвав лирическую тему «мотивационного языка» опасно приближающейся к вдохновляющему порно.